# Association sportive Khroubie
Pour les articles homonymes, voir ASK.
Actualités
Dernière mise à jour : 15 novembre 2024.
L'Association Sportive d'El Khroub(en arabe : الجمعية الرياضية للخروب), plus couramment abrégée en AS Khroub ou en ASK, est un club algérien de football fondé en 1927 et basé dans la commune d'El Khroub à Constantine.

## Histoire
Le club est créé le 11 mai 1927 ; l'ASK est un des clubs ténors de la région du constantinois, bien fort de ses traditions footballistiques le club phare de la ville d'El Khroub évolua pendant plusieurs saisons en palier supérieur du football algérien notamment en Division 2.
Après avoir honorifiquement participer au premier critérium d'honneur du championnat saison 1962-63, le nom du club est connu sur l'échelle nationale lors de la saison 1964-65 lorsqu'il est éliminé en demi-finale de Dame Coupe par le MC Saïda futur vainqueur de la compétition.
En 2007 et après plus de 4 décennies, le club retrouve enfin la Division 1 où il réalise des performances acceptables pendant quelques années puis la quitte au bout de 5 saisons. Depuis l'ASK est quasi-présente en Division 2.

## Identité du club

### Nom du club
Le club est fondé sous la dénomination de l'Association Sportive Khroubie. Suite au réformes sportives de 1977, le club change d'appellation pour devenir Le Nedjm Riadhi Baladiat El Khroub jusqu'en 1989 ou le club revient à l'ancien nom.

### Couleurs et devise
Les couleurs de l'Association Sportive d'El Khroub sont le Rouge et le Blanc.

### Logos

Logo actuel

### Maillots
|  |  |  |  |

## Palmarès et résultats sportifs

### Titres et trophées
| Compétitions nationales                |
| -------------------------------------- |
| - Ligue 2 : - Vice-Champion : 2006-07. |

| Compétitions de jeunes                                |
| ----------------------------------------------------- |
| - Coupe d'Algérie Junior (1) : - Vainqueur : 1973-74. |

### Classement saison par saison
- 1962-63 : C-H, 9e
- 1963-64 : D3 Gr. est, 1re
- 1964-65 : D3 Gr. est/B, 1re
- 1965-66 : D2 Gr. Constn., 2e
- 1966-67 : D2, 6e
- 1967-68 : D2, 12e
- 1968-69 : D3 Gr. est, ?e
- 1969-70 : D3 Gr. est, 10e
- 1970-71 : D3 Gr. est, 7e
- 1971-72 : D3 Gr. est, ?e
- 1972-73 : D3 Gr. est/I, 1re
- 1973-74 : D2 Gr. est, 11e
- 1974-75 : D2 Gr. est, 3e
- 1975-76 : D2 Gr. est, 3e
- 1976-77 : D2 Gr. est, 4e
- 1977-78 : D2 Gr. est, 7e
- 1978-79 : D2 Gr. est, 7e
- 1979-80 : D2 Gr. centre-est, 3e
- 1980-81 : D2 Gr. centre-est, 7e
- 1981-82 : D2 Gr. centre-est, 8e
- 1982-83 : D2 Gr. centre-est, 14e
- 1983-84 : D3, ?e
- 1984-85 : D2 Gr. est, 14e
- 1985-86 : D2 Gr. est, 8e
- 1986-87 : D2 Gr. est, 3e
- 1987-88 : D2 Gr. est, 7e
- 1988-89 : D3 Gr. est, 4e
- 1989-90 : D3 Gr. Const., 5e
- 1990-91 : D3 Gr. Const., 7e
- 1991-92 : D3 Gr. Const., ?e
- 1992-93 : ?
- 1993-94 : ?
- 1994-95 : ?
- 1995-96 : ?
- 1996-97 : ?
- 1997-98 : ?
- 1998-99 : D3, Gr. Constn., 5e
- 1999-00 : D3, Gr. Constn., ?e
- 2000-01 : D4, ?e
- 2001-02 : D3, Gr. Constn., ?e
- 2002-03 : D3, Gr. Constn., 2e
- 2003-04 : D2, Gr. est, 6e
- 2004-05 : D2, 6e
- 2005-06 : D2, 12e
- 2006-07 : D2, 2e
- 2007-08 : D1, 9e
- 2008-09 : D1, 12e
- 2009-10 : D1, 11e
- 2010-11 : D1, 8e
- 2011-12 : D1, 14e
- 2012-13 : D2, 8e
- 2013-14 : D2, 9e
- 2014-15 : D2, 8e
- 2015-16 : D2, 10e
- 2016-17 : D2, 16e
- 2017-18 : D3, Gr. est, 4e
- 2018-19 : D3, Gr. est, 1re
- 2019-20 : D2, 6e
- 2020-21 : D2, Gr. est, 9e
- 2021-22 : D3, Gr. est 1re
- 2022-23 : D2, Gr. centre-est, 2e
- 2023-24 : D2, Gr. centre-est, 11e
- 2024-25 : D2, Gr. centre-est, ?e

## Personnalités du club

### Présidents
- 1933 :  Arthur Bernier[2]
- 1949 :  Antonna Dominique[3]
- 1962 - 1963 :  Ouali Mohamed
- 1963 - 1968 :  Mohamed Maaza
- 1968 - 1970 :  Mohamed Sraoui
- 1971 - 1974 :  Abdelhamid Aberkane
- 1974 - 1976 :  Sakni Hachouf
- 1976 - 1977 : ?-?
- ?-? :  Souama Mahmoud
- ?-? :  Amar Hemaizia
- ?-? :  Abbes Laifaoui
- ?-? :  Saleh Ababsa
- ?-? :  Guermi Lachter
- ?-? :  Mohamed Larbi Benabdelkader
- ?-? :  El-Hani Khattabi
- ?-? :  Hassan Milia

## Entraîneurs

### Joueurs emblématiques
- Messaoud Belloucif
- Mohamed Boucharka
- Oubaida
- Debabzia
- Kamel Belechtar
- Erabie Baba
- Laifaoui
- El Hani Khettabi
- Milia Abdesslam
- Bensaada
- Tabbiche
- Bara
- El Hacene Abid
- Hachouf Said
- Ameur Hocine
- Mencer Abdelkader
- Kamel Khoudja
- Mohamed Bedjaoui
- Said Bedjaoui
- Said Rik
- Yahia Khachemoun
- Hamoudi Bendridi
- Mohamed Réda Abaci
- Sofiane Abbès
- Hamza Abed Meraim
- Ibrahim Amada
- Réda Ârâr
- Merouane Athmani
- Yacine Babouche
- Khelifa Bakha
- Amir Belaïli
- Abdelkader Belhadef
- Mohamed Belhadi
- Ammar Belhani
- Salah Ben Djoudi Benabdellah
- Toufik Benamokrane
- Djamel Benchergui
- Nassim Benkhodja
- Mahmoud Bey (football)
- Hachem Bouafia
- Mehdi Boudar
- Farès Boudemagh
- Khaled Bouhakak
- Houssem Bouharbit
- Kheireddine Boukhiar
- Hamza Bounab
- Mohamed Amir Bourahli
- Mohamed Boussefiane
- Adlène Boutnaf
- Abderrahmane Boutrig
- Sofiane Chaïb
- Smaïl Chaoui
- Abdelouahid Chouaib
- El Almi Daoudi
- Ahcène Derrahi
- Brahim Dib
- Abdelouahab Djahel
- Sofiane Djebarat
- Antar Djemaouni
- Yahia Djilali
- Lamara Douicher
- Ayoub Ferhat
- Ghalem Fertoul
- Mustapha Gouaich
- Mohamed Lokmane Hadjidj
- Rabah Hafid
- Abdelaziz Hamedi
- Nacer Hammami
- Fayçal Hebbaïche
- Bilel Herbache
- Ahmed Kara
- Fouaz Khaled
- Skander Khesrani
- Nadhir Korichi
- Rachid Mehaia
- Mohamed Mehdaoui
- Imad Eddine Mellouli
- Oussama Mesfar
- Abdelhak Mohamed Rabah
- Djabir Naamoune
- Karim Naït Yahia
- Gil Ngomo
- Zakaria Ouhadda
- Moncef Ouichaoui
- Mohamed Oukil
- Kheireddine Rechrouche
- Belkacem Remache
- Benhalima Rouane
- Toufik Saibi
- Hocine Djouablia
- Smail Bensaha
- Abdelaziz Aime
- Taher Felfoul
- Réda Sayah
- Touhami Sebie
- Kaci Sedkaoui
- Samir Si Hadj Mohand
- Bilal Smida
- Hichem Souakir
- Ahmed Hichem Taleb
- Khaled Tamoura
- Athmane Toual
- Hassane Toual
- Nadjib Toubal
- Mohamed Tounkob
- Nasreddine Zaâlani
- Rabah Ziad
- Zoubir Zmit
- Oussama Zouak

## Structures du club

### Stades

#### Stade Abed-Hemdani
Le Stade Abed-Hamdani d'une capacité d'environ 10000 places, est le principal stade de l'équipe d’El Khroub.

## Culture populaire et image

### Affluence et supporters
Le club est le principal représentant de la ville d'El Khroub sur la scène footballistique nationale, il possède une base populaire très passionnée par l'équipe.

### Rivalités footballistiques
Le club possède une rivalités sportive avec tous les clubs de la région du constantinois.

### Sources et liens externes
- Ressources relatives au sport :   - FootballDatabase
  - Soccerway
  - Transfermarkt